# HD 27941
HD 27941，又名CD-35 1687，SAO 194971、HR 1386，是一颗恒星，视星等为6.39，位于銀經237.28，銀緯-44.56，其B1900.0坐标为赤經4h 19m 27.5s，赤緯-35° -44.56′ 39″。